# Fransriska
Fransriska (Lactarius citriolens) är en svampart som beskrevs av Pouzar 1968. Fransriska ingår i släktet riskor och familjen kremlor och riskor.  Arten är reproducerande i Sverige. Inga underarter finns listade i Catalogue of Life.

## Källor

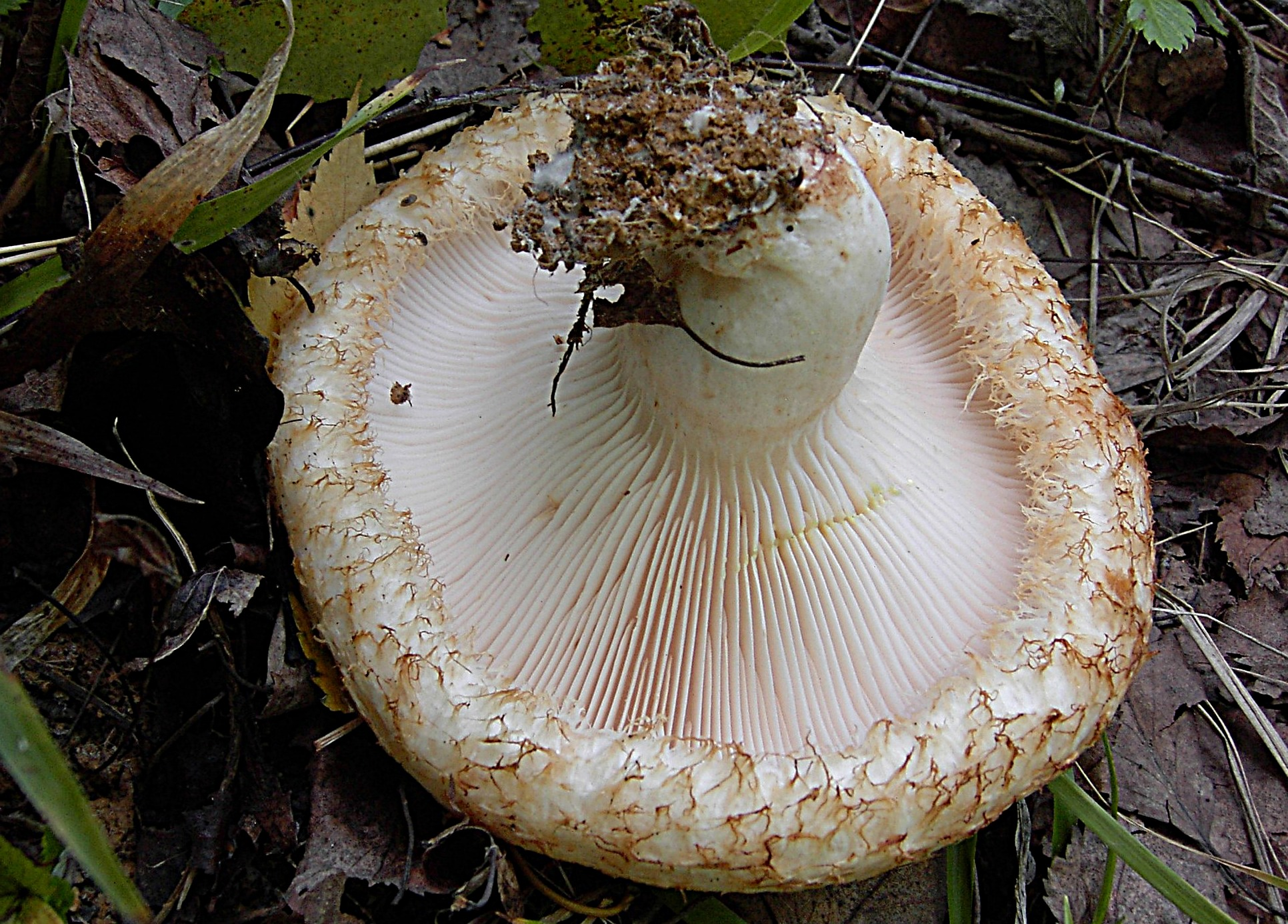
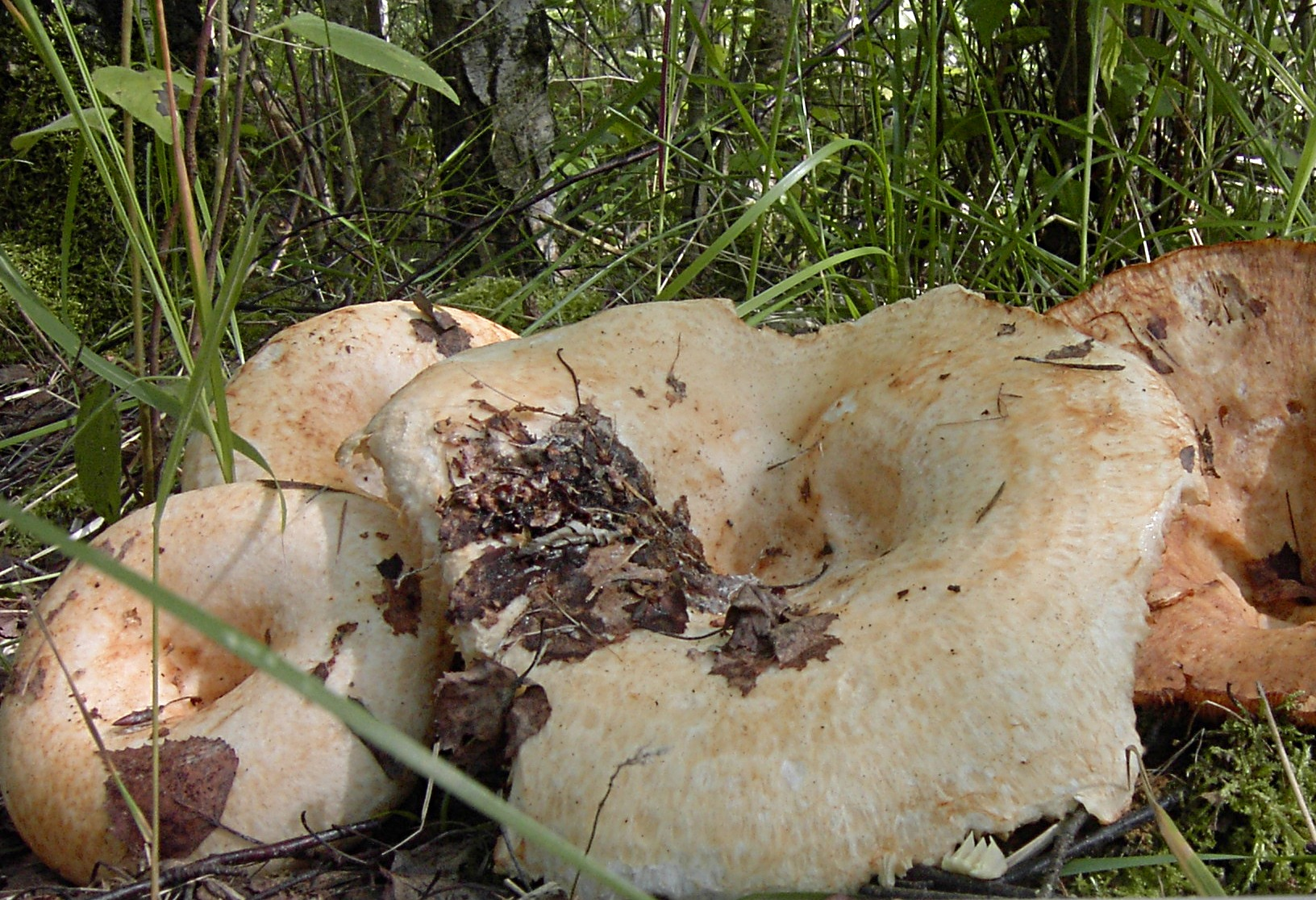